# Andy Beattie
Pour les articles homonymes, voir Andy Beattie (rugby à XV) et Beattie.
Andy Beattie, de son nom complet Andrew Beattie, est un footballeur et entraîneur écossais né le 11 août 1913 à Kintore et mort le 20 septembre 1983 à Nottingham. Il évoluait au poste de défenseur.

## Biographie

### En tant que joueur
International, il reçoit 7 sélections en équipe d'Écosse de 1937 à 1939.

### En tant qu'entraîneur
Il est le sélectionneur de l'Écosse en 1954 et de 1959 à 1960. Il dirige notamment l'équipe nationale lors de la coupe du monde 1954.

## Carrière

### En tant que joueur
- Inverurie Loco Works FC
- 1935-1949 :  Preston North End FC

### En tant qu'entraîneur
- 1947-1949 :  Barrow AFC
- 1949-1952 :  Stockport County
- 1952-1956 :  Huddersfield Town
- 1954 :  Écosse
- 1958-1960 :  Carlisle United
- 1959-1960 :  Écosse
- 1960-1963 :  Nottingham Forest
- 1963-1964 :  Plymouth Argyle
- 1964-1965 :  Wolverhampton Wanderers
- 1967 :  Notts County